# Baron Maguire
Baron Maguire, of Enniskillen, war ein erblicher britischer Adelstitel in der Peerage of Ireland.

## Verleihung und Erlöschen
Am 3. März 1628 wurde der Titel von König Jakob I. für den gälisch-irischen Häuptling von Fermanagh Brian Rua Mag Uidhir (anglisiert Bryan Maguire) geschaffen.
Sein Sohn Conchobhar Mag Uidhir (Connor Maguire), der 2. Baron, beteiligte sich 1641 an den Vorbereitungen für einen katholischen Aufstand, wurde aber verraten, verhaftet und am 10. Februar 1645 wegen Hochverrats hingerichtet. Sein Titel wurde ihm aberkannt, seine Ländereien von der Krone eingezogen.

## Liste der Barone Maguire (1628)
- Bryan Maguire, 1. Baron Maguire (um 1589–1633)
- Connor Maguire, 2. Baron Maguire (1616–1645) (Titel verwirkt 1645)